# Velarifictorus bos
Velarifictorus bos är en insektsart som beskrevs av Andrej Vasiljevitj Gorochov 1992. Velarifictorus bos ingår i släktet Velarifictorus och familjen syrsor. Inga underarter finns listade i Catalogue of Life.